# بعد جمالي
بعد جمالي يقصد به في الأدب إيجاد مسافة وجدانية واضحة، فاصلة بين شخصية القارئ والعمل الفني، الذي يظهر بعيدا عن مجال تجارب القارئ. كما يعني التمييز بين الوهمي والحقيقي في العمل. ويخضع البعد الجمالي لمعايير العصر، إلى جانب مغامرة واكتشاف الشاعري.